# Томари (станция)
Томари́ — железнодорожная станция Сахалинского региона Дальневосточной железной дороги. Названа по одноимённому городу, в котором расположена.

## История
Станция открыта в 1930 году в составе пускового участка Чехов-Сахалинский — Томари под названием Томариору. В 1946 году после перехода станции под контроль СССР название упрощено до нынешнего.

## Деятельность
По параграфу станция способна осуществлять небольшие грузовые отправления со складов и на открытых площадках, приём/отправку контейнеров массой до 5 тонн, а также продажу пассажирских билетов.
Пассажирское сообщение по станции пригородными дизель-поездами до Холмска (1 пара ежедневно). На участке Чехов-Сахалинский — Томари пассажирское сообщение прерывалось в 2005—2008 годах. На участке Томари — Арсентьевка (направление на Южно-Сахалинск) пассажирское сообщение временно отсутствует.